# 楔齒蝰屬
楔齒蝰（學名：Sphenovipera）是一種滅絕的爬行動物，隸屬於喙頭目。化石是在墨西哥塔毛利帕斯州發現的，牠可能是唯一被發現有毒液的喙頭目。

## 詞源
屬名衍化自古希臘文，「Spheno」意為「楔子」，而「vipera」意為「毒蛇」。